# فدراسیون فوتبال جنوب شرق آسیا
فدراسیون فوتبال جنوب شرق آسیا (AFF) یا آسه‌آن (انگلیسی: ASEAN Football Federation) اتحادیه‌ای از فدراسیون‌های فوتبال کشورهای منطقه جنوب شرق آسیا است که در سال ۱۹۸۴ توسط کشورهایی تأسیس شد: برونئی، اندونزی، مالزی، فیلیپین، سنگاپور و تایلند. ASEAN مخفف فدراسیون فوتبال جنوب شرق آسیا است، اگرچه ای‌اف‌اف همچنین دربر‌گیرنده استرالیا و تیمور شرقی هم هست.
در سال ۱۹۹۶، فدراسیون برای اولین بار مسابقات قهرمانی فوتبال جنوب شرق آسیا را اجرا کرد (در آن زمان به دلایل حمایت مالی به عنوان جام ببر شناخته می‌شد).

## اعضا
- تایلند (عضو بنیان‌گذار)
- اندونزی (عضو بنیان‌گذار)
- مالزی (عضو بنیان‌گذار)
- سنگاپور (عضو بنیان‌گذار)
- فیلیپین (عضو بنیان‌گذار)
- برونئی (عضو بنیان‌گذار)
- استرالیا
- لائوس
- تیمور شرقی
- برمه
- ویتنام
- کامبوج

## پیوستن استرالیا به این فدراسیون
در شهریور سال ۱۳۹۲ بزرگ‌ترین رویداد در این فدراسیون رخ‌داد و ۱۱ عضو فدراسیون فوتبال آسه‌آن به اجماع با پیوستن استرالیا به این فدراسیون موافقت کردند.